# Louis François Armand du Plessis

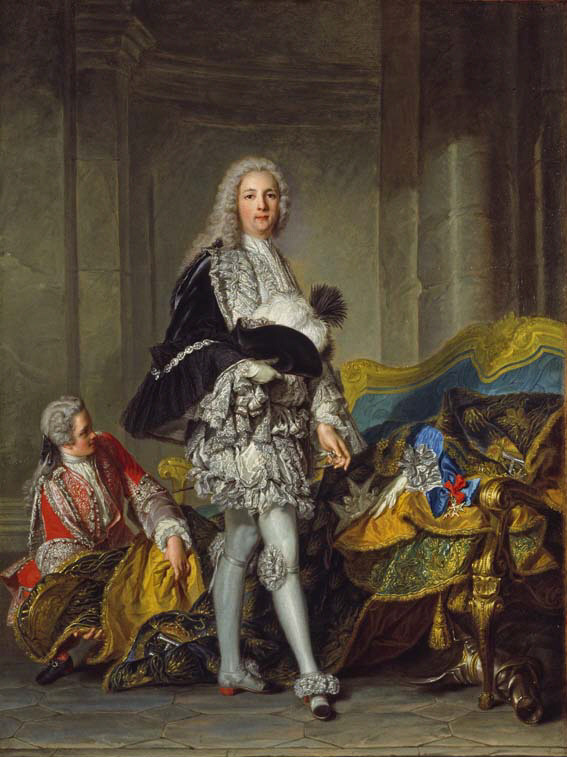
Louis François Armand du Plessis, książę de Richelieu

Louis François Armand du Plessis, książę de Richelieu (ur. 13 marca 1696 w Paryżu, zm. 8 sierpnia 1788 tamże) nazywany francuskim Alcybiadesem – francuski arystokrata wywodzący się z rodu, którego potęgę stworzył kardynał Richelieu.

## 1696-1733
Trzykrotnie więziony w Bastylii, w 1711 - na prośbę swego ojczyma, w 1716 z powodu pojedynku i w 1719 za udział w hiszpańskim spisku przeciw regentowi Filipowi Orleańskiemu, który zorganizowali Giulio Alberoni i poseł Hiszpanii w Paryżu Antonio del Giudica.
Mimo złej reputacji wyróżnił się jako dyplomata i w latach 1725–1729 dzięki poparciu Markizy de Prie, był ambasadorem na dworze wiedeńskim, gdzie podpisał w 1727 roku preliminaria pokojowe.

## 1733-1788
W latach 1733–1734 walczył w kampanii reńskiej, w 1743 pod Dettingen, w 1745 pod Fontenoy. W roku 1746 był ambasadorem nadzwyczajnym w Bawarii. W 1747 udał się z poselstwem do króla Augusta III, by zaaranżować małżeństwo owdowiałego delfina Ludwika Ferdynanda Burbona z Marią Józefą Wettyn. W 1748 obronił Genuę przed Austriakami i został mianowany marszałkiem Francji.
W okresie wojny siedmioletniej w 1756 wypędził Brytyjczyków z wyspy Minorka zdobywając twierdzę San Felipe. W latach 1757–1758 walczył nieudolnie przeciwko Hanowerowi i został zastąpiony na stanowisku dowódcy armii francuskiej przez hrabiego de Clermont. Madame de Pompadour nie lubiła go (z wzajemnością), tracił więc wpływy na dworze, aż do śmierci Pompadour w 1764.
Lata 1764–1774 to okres świetności księcia Richelieu. Gdy Ludwik XVI przejął władzę, znów stracił wpływy ze względu na niechęć Marii Antoniny. Emmanuel de Vignerot du Plessis był jego bratankiem (również nielubianym przez małżonkę Ludwika XVI).
Pisarz Pierre Choderlos de Laclos w swej powieści Niebezpieczne związki wzorował postać wicehrabiego de Valmont na księciu Richelieu.

## Małżeństwa
Był trzykrotnie żonaty. Po raz pierwszy wbrew swojej woli - w wieku 14 lat, 12 lutego 1711 - ożenił się z Anne Catherine de Noailles (zm. 1716), z którą nie miał potomstwa. Po raz drugi, 7 kwietnia 1734, przez intrygi Woltera, poślubił Marie Élisabeth Sophie de Lorraine-Harcourt (zm. 1740). Miał z nią dwoje dzieci:
- Ludwika Antoniego Sophie de Vignerot (1736–1791), księcia de Fronsac;
- Joannę Zofię Elżbietę Ludwikę Armande Septimanie (1740–1769), hrabinę Casimir Pignatelli.

Po raz trzeci, w wieku 84 lat w 1780, ożenił się z Jeanne de Lavaulx. W 1729 rozpoczął romans z Émilie du Châtelet, później pomimo rozstania dalej z nią korespondował. Był również kochankiem słynnej kurtyzany i pisarki - Claudine Guérin de Tencin.

## Słynne zdania marszałka Richelieu
Ludwik XVI miał spytać sędziwego marszałka Richelieu, który żył za panowania trzech królów Francji, o różnice między nimi. Richelieu odpowiedział:
Sire, za czasów Ludwika XIV człowiek nie ośmielił się nawet pisnąć; za czasów Ludwika XV ludzie mówili całkiem cicho; w czasach Waszej Wysokości zaś całkiem głośno!.